# Ярославское направление Московской железной дороги
Ярославское направление Московской железной дороги — железнодорожная линия от Ярославского вокзала Москвы до станции Александров, длина — 111,4 км. Проходит по территории Москвы, Московской и Владимирской областей. Одно из одиннадцати радиальных направлений от Москвы (одно из десяти направлений МЖД). Является начальным участком основного хода Транссибирской магистрали.

## История
Инициатором строительства железнодорожной магистрали от Москвы до Сергиева Посада, а затем до Ярославля был Фёдор Чижов. В 1859 году основано «Общество Московско-Троицкой железной дороги».
18 августа 1862 года было открыто пассажирское, а 3 октября 1862 года — грузовое движение на участке Москва — Сергиев Посад.
В 1869 году было закончено строительство участка Сергиев Посад — Ярославль.
В 1895 году было открыто постоянное движение по линии Мытищи — Щёлково. В 1929 году линию продлили до станции Монино, а в 1970—1972 годах — до станции Фрязево, линия стала хордовой между радиальными направлениями.
В 1920-х годах построена ветвь Болшево — Ивантеевка, а в 1935 году ветвь продлена до станции Фрязино.
В 1929 году был электрифицирован на постоянном токе напряжением 1,5 кВ участок Москва — Мытищи. В 1930 году электрификация продлена до платформы Правда по основной линии и до Щёлкова по Монинской ветке. В 1931 году электрички пошли до станции Софрино, в 1933 году — до Загорска. По Монинской линии электрификация продлена в 1934 году до Чкаловской и в 1936 году — до станции Монино. В 1937 году электрифицирован участок Загорск — Александров, но на другое напряжение (3 кВ вместо 1,5), поэтому электрички до появления в 1947 году двухсистемных моделей Ср и См по этому участку не ходили. Линия Болшево — Фрязино электрифицирована в 1948 году на 1,5 кВ. В 1956 году все линии, электрифицированные напряжением в 1,5 кВ, переведены на 3 кВ.
В 1956—1958 годах построена линия Софрино — Красноармейск.
В 1987—1992 годах была окончательно разобрана Бескудниковская ветка, соединявшая станцию Лосиноостровская со станцией Бескудниково Савёловского направления МЖД.
22 ноября 1994 года была завершена электрификация линии Софрино — Красноармейск.
С 1997 года не функционирует и к 2001 году окончательно разобрана железнодорожная ветка Мытищи — Пирогово.
В 2000-х годах были полностью реконструированы с установкой турникетов остановочные пункты на линии Москва — Мытищи. В 2008 году установлены турникеты с полной реконструкцией на станциях Болшево, Пушкино, Воронок и Северянин. В 2016 году были установлены турникеты на станциях Александров-I, Фрязино-Пассажирская, Ивантеевка, Маленковская.
C 2008 года подвижной состав заменялся на электропоезда серии ЭД4М.
В 2013 году, в связи с ребрендингом РЖД, цветами направления стали светло-серый, серый, красный. Осуществлено соответствующее цветовое оформление подвижного состава и остановочных пунктов. Наряду с новыми цветами сохраняются действовавшие до 2013 года цветовые схемы направления — синий, серый и белый (электропоезда, железнодорожные здания и сооружения имеют сине-серую окраску. Таблички на остановочных пунктах синие с белыми (серыми) буквами).
30 июня 2025 года началась эксплуатация электропоездов «Иволга 4.0». Планируется, что до конца 2025 года будет введено в эксплуатацию ещё около 20 подобных поездов, с последующим расширением парка до 2030 года.

## Современное состояние
Участок главного хода от Москвы-Пасс.-Ярославской до станции Александров (Александров-1) длиной 111,4 километров относится к Московско-Курскому региону Московской железной дороги, все раздельные пункты входят в Московско-Курский центр организации работы железнодорожных станций ДЦС-1 Московской дирекции управления движением. Линия от Александрова до Ярославля — Северной железной дороги. Участок Пост 81 км — Александров совмещён с Большим кольцом МЖД.
Участок Москва-Ярославская — Мытищи пятипутный (движение по пятому пути открыто 13 января 2020 года), Мытищи — Пушкино четырёхпутный (движение по четвёртому пути открыто 8 сентября 2020 года), далее двухпутный.
Хордовая линия Мытищи — Фрязево, примыкающая к Горьковскому направлению, — двухпутная, кроме трёхпутного участка Подлипки-Дачные — Болшево (введён 3-й путь на участке Мытищи — Подлипки-Дачные). Помимо пригородного движения, линия используется для передачи поездов дальнего следования с Ярославского вокзала на Горьковское направление. Имеет два тупиковых однопутных ответвления: Болшево — Фрязино и Софрино — Красноармейск.
Главные пути полностью электрифицированы постоянным током. Все остановочные пункты оборудованы высокими платформами.

## Движение поездов
По линии следуют частые пригородные поезда, а также поезда дальнего следования в города северной России — в Ярославль, Котлас, Кинешму, Лабытнанги, Архангельск, Иваново, Кострому, Шарью, Новый Уренгой, Череповец, Северодвинск, Усинск, Воркуту, Вологду и др. Начальный участок Москва-Ярославская — Мытищи отличается самым интенсивным движением поездов не только в России, но и в Европе (более 550 составов в сутки).
Подвижной состав для пригородного пассажирского сообщения предоставлен электропоездами моторвагонных депо ТЧ-9 Пушкино, ТЧ-10 Москва-2, ТЧ-12 Александров. Часть пригородных поездов Московской железной дороги работают и на участке от Александрова до Балакирево Северной железной дороги.
На Ярославском направлении действуют следующие маршруты пригородных электропоездов:
- Москва — Александров I — 24 и 4 экспресса
- Москва — Балакирево — 2
- Москва — Болшево — 7 и 18 экспрессов
- Москва — Зелёный Бор — 1 по будням
- Москва — Красноармейск — 8
- Москва — Монино — 39 и 13 экспрессов
- Москва — Мытищи — 5 и 3 экспресса по будням
- Москва — Пушкино — 39 и 24 экспресса
- Москва — Сергиев Посад — 30 и 2 экспресса по будням
- Москва — Софрино — 8
- Москва — Фрязево — 15
- Москва — Фрязино-Пасс. — 33 и 1 экспресс по будням
- Москва — Щёлково — 14

### Пригородное сообщение

#### Остановочные пункты
- 66 — общее количество

из них:
- 37 — главный ход
- 17 — ответвление Мытищи — Фрязево
- 7 — ответвление Подлипки-Дачные — Фрязино-Пассажирская
- 5 — ответвление Софрино — Красноармейск

из них:
- 48 — (зона, где доступна оплата Тройкой, но без возможности бесплатной пересадки на Московский метрополитен и интегрированные с ним городские транспортные системы)
- 18 — (за пределами зон, где доступна оплата Тройкой)

#### Самые дальние беспересадочные маршруты пригородных электропоездов изМосквына главном ходу и ответвлениях
- Москва — Балакирево
- Москва — Фрязево
- Москва — Фрязино-Пассажирская
- Москва — Красноармейск

#### Отменённые маршруты
- Москва — Пирогово

#### Закрытые остановочные пункты
- Динамо
- Победа
- Пирогово
- Софрино-Промышленное

#### Новые остановочные пункты
- Посёлок Дальний

#### Переименованнные остановочные пункты
- Северянин — Ростокино
- 55 км — Радонеж
- Загорск — Сергиев Посад
- 37 км — Гагаринская
- 41 км — Бахчиванджи
- 64 км — Лесная

#### Неофициальные названия
Посёлок Дальний — Софрино II (официально)

#### Закрытые ответвления с пересадкой
- Бескудниковская ветка

## Перспективы
20 июня 2025 года на Петербургском международном экономическом форуме были утверждены планы, по которым  Ярославский вокзал будет модернизирован, включая интеграцию в транспортную сеть Москвы, обновление инженерных систем, реставрацию исторической части здания и расширение зон ожидания. Работы планируется начать в 2026 году и завершить за 2,5 года.
Пятый Московский центральный диаметр (МЦД‑5) «Пушкино — Домодедово» планируется как соединение Ярославского и Павелецкого направлений с организацией движения в режиме «наземного метро». В рамках первого этапа запуск линии после 2026 года предусмотрен только в формате радиальных маршрутов — без центрального тоннеля и сквозного сообщения, которое отложено на более поздний срок из-за высокой стоимости и технической сложности реализации.